# Облога Перемишля
49°47′10″ пн. ш. 22°46′26″ сх. д. / 49.78611111° пн. ш. 22.77388889° сх. д.

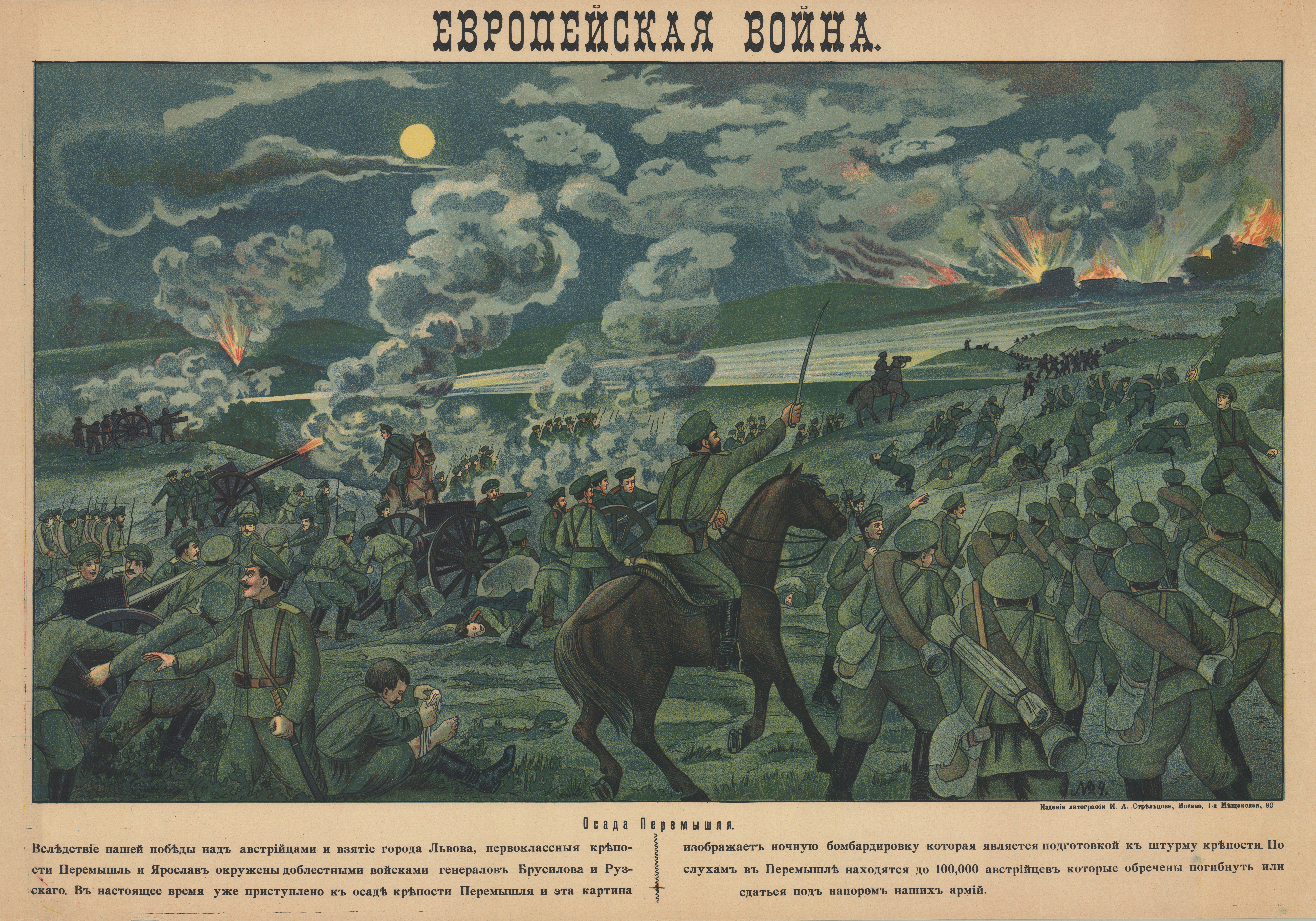

Облога Перемишля 1914 року була найтривалішою облогою в Європі під час Першої світової війни та другою за масштабами у всьому конфлікті після облоги Медіни. Це була нищівна поразка австро-угорської армії від російської армії. Перемишль був містом-фортецею та укріпленим пунктом на річці Сян, що нині розташоване на південному сході Польщі. Облога Перемишля розпочалася 16 вересня 1914 року і була тимчасово припинена 11 жовтня через австро-угорський наступ. Відновилася вона 9 листопада, а гарнізон Австро-Угорщини здався 22 березня 1915 року, протримавшись загалом 133 дні.

## Структура форта
Цитадель була оточена поясом із 15 фортів на відстані від 4 до 10 кілометрів від центральної частини фортеці. Проміжки між фортами захищалися артилерійськими батареями та піхотними опорними пунктами. Як з’ясували ще у довоєнні роки фахівці Головного управління Генерального штабу, фортеця була модернізована й перетворена на справжній «міцний горішок». Цегляні укріплення були посилені або замінені на бетонні. Щоб пробити стіни фортів, знадобилася б важка артилерія. При цьому в самому Перемишлі були встановлені броньовані платформи для гаубиць, а арсенал фортеці налічував сотні гармат.

## Тактичне значення
Фортеця становила важливий плацдарм, що контролював комунікаційні шляхи в тилу російської армії після Галицької операції. Головнокомандувач арміями Південно-Західного фронту генерал Микола Іванов вважав однією з головних задач ізоляцію Перемишля та заняття карпатських перевалів. Його начальник штабу, видатний стратег генерал Михайло Алексєєв, вважав, що війська не мають достатніх засобів для ведення облоги. 
Насамперед, бракувало важкої облогової артилерії. Її можна було вивезти з фортець західного прикордоння, як це вже практикувалося на Російському фронті Першої світової. Однак Іванов не бажав таким чином послаблювати обороноздатність Брест-Литовської фортеці — ситуація на Північно-Західному фронті залишалася нестабільною.

## Процес облоги
Уперше російські війська 11-ї армії генерала Олексія Селіванова взяли Перемишль в облогу 17 вересня 1914 року. Однак вона тривала менше місяця. Останнім аргументом на користь штурму мала стати важка облогова артилерія, якої Селіванов не мав у своєму розпорядженні. Передислокацію гармат до фортеці ускладнювала як близькість ворога, так і слабко розвинена мережа залізниць у російському тилу. Попри це, 5 листопада 1914 року розпочалася друга облога Перемишля. 
Гарнізон австро-угорської цитаделі відповів на облогу серією вилазок наприкінці кампанії 1914 року. Та й брати Перемишль довелося не артилеристам, а піхоті.
Напередодні облоги захисники Перемишля звели нові земляні укріплення, обладнали 24 опорні пункти та дві сотні артилерійських позицій. Окрім нових ліній окопів загальною протяжністю понад 50 кілометрів, угорські інженери встановили 1 мільйон квадратних метрів дротових загороджень. Війська гарнізону не сиділи склавши руки — протягом усього грудня 1914 року вони здійснювали спроби деблокувати фортецю. Упевненість австро-угорських солдатів у сприятливому для Перемишля результаті втілилась навіть у проєкті пам’ятника його захисникам. Згодом виготовлені для нього моделі барельєфів стали російськими трофеями й були відправлені до Ставки.
Начальник австрійського Генерального штабу генерал Конрад фон Гетцендорф намагався прорвати кільце облоги ззовні. Однак здійснений ним наступ у Карпатах через нестачу артилерії та боєприпасів зазнав невдачі й вичерпав підготовлені австро-угорські резерви. Положення російських військ було ненабагато кращим. Бомбардування фортів Перемишля з важких калібрів вдалося розпочати лише на початку березня 1915 року. Важливим етапом стала доставка до фортеці восьми 11-дюймових берегових мортир із-під Кронштадта. Керівництво начальника Головного артилерійського управління генерала О.О. Маніковського роботами з установлення мортир на облогові лафети дозволило оперативно завершити їх підготовку. Важкі гармати заговорили. До 13 березня панівні висоти навколо фортеці вже перебували під контролем російських військ.
Результат протистояння був майже вирішений. Кілька днів по тому генерал-квартирмейстер Ставки Юрій Данилов писав генералу Рузському:
```
«Гарнізон Перемишля щодня тисячами розстрілює снаряди даремно, не завдаючи нам втрат і більше не наважуючись на вилазки; враження таке, ніби противник прагне якнайшвидше витратити свої боєприпаси. Це припущення узгоджується з повідомленнями про серйозні труднощі з постачанням гарнізону провіантом.»
```

Боєприпасів у фортеці було вдосталь, однак сили захисників до оборони вже згасали. 18 березня 1915 року військам гарнізону було видано пайки — по суті, останні крихти провіанту. Комендант Перемишля генерал Герман фон Кусманек зробив ставку на прорив із оточення. Його наказ по гарнізону завершувався словами:
```
«Солдати! Ми поділили наші останні запаси. Честь нашої держави та кожного з нас не дозволяє, щоб після цієї важкої, славної, переможної боротьби ми потрапили до рук ворога як безпорадна юрба. Герої-солдати! Нам потрібно прорватися — і ми прорвемося.»
```

Того ж дня Кусманек, очоливши дивізію гонведів, підтриману ландвером та кавалерійським полком, спробував прорватися у напрямку Львова. Ця вилазка зазнала поразки, а наступного дня ще одну спробу також було відбито.
У ніч перед запланованою капітуляцією гарнізону більшість артилерійських гармат у Перемишлі було виведено з ладу, форти — підірвано. Кавалерійських коней також знищили самі ж солдати, аби вони не дісталися ворогу.
О 9-й годині ранку 9 (22) березня 1915 року Перемишль капітулював. Без жодних умов у полон здалися майже чотири армійські корпуси: 9 генералів, 2875 офіцерів, 113 831 солдат (включаючи нестроєвих). Неочікувано для російських військ з'ясувалося, що вони взяли фортецю силами, які були удвічі меншими за чисельністю.

## Наслідки

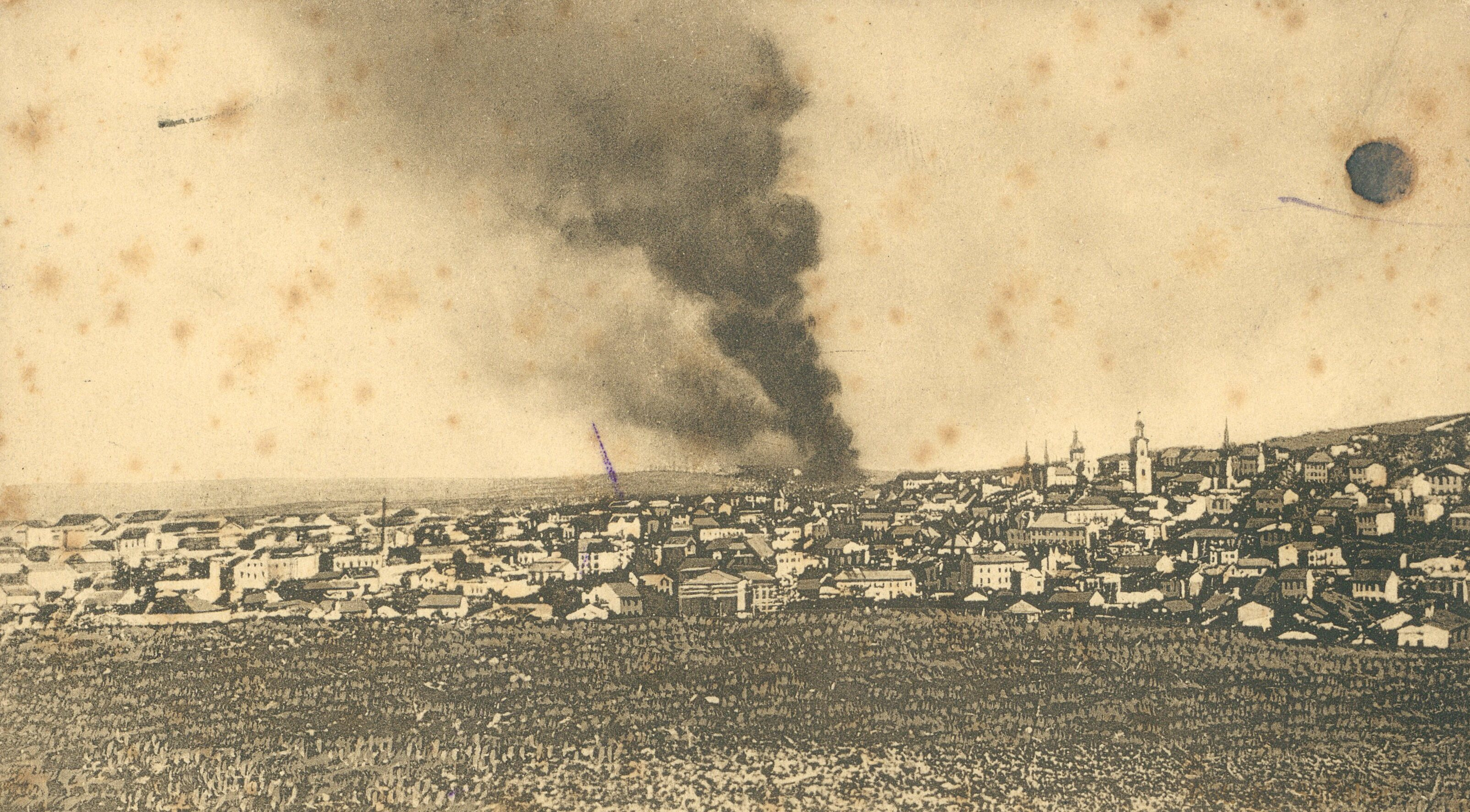
Перемишль — підрив складів з боєприпасами, 1915 рік.

9 березня 1915 року російські війська захопили 9 австрійських генералів у фортеці Перемишль: генерала піхоти Германа Кусманека фон Бургнойштедтена, фельдмаршал-лейтенантів Карла Вайцендорфера, Арпада Тамаша фон Фогараша, Вільгельма Нікля та генерал-майорів Рудольфа Цайде, Альфреда Вебера, Георга Комма, Артура Кальтнекера та Фрідріха Клойбера. Комendant фортеці Г. Кусманек став найвищим за рангом генералом Німецького блоку серед тих, хто потрапив у російський полон.
Падіння Перемишля змусило багатьох повірити, що Росія тепер розпочне масштабний наступ на Угорщину. Однак очікуваний наступ так і не відбувся, хоча втрата Перемишля завдала серйозного удару по моральному духу Австро-Угорщини. Додатковим ударом стало те, що фортецю мав би обороняти гарнізон чисельністю 50 тисяч осіб, але з нею здалися понад 110 тисяч австро-угорських солдатів — значно більша втрата. Росіяни утримували Перемишль до літа 1915 року, коли під час Горлицько-Тарнівського наступу російський фронт у Галичині був відкинутий. Перемишль залишався під контролем Австро-Угорщини до жовтня 1918 року, після чого Східна Галичина вийшла зі складу імперії й увійшла до новоствореної незалежної Польської держави. Австро-угорська армія так і не оговталася від втрат, зазнаних взимку 1914–1915 років, і відтоді Габсбурги були змушені покладатися на допомогу Німеччини як на Східному фронті, так і на Балканах.
Тим часом австро-угорські спроби деблокувати фортецю закінчувалися катастрофічно: погано забезпечені та чисельно переважаючі імперські сили здійснювали наступ за наступом через Карпати. За офіційними даними, втрати в Карпатах з січня по квітень 1915 року склали 800 тисяч осіб, переважно через погодні умови та хвороби, а не бойові дії. Втрати росіян були майже такими ж високими, але їх легше було поповнити, і вони частково компенсувалися капітуляцією 117 тисяч австро-угорських солдатів наприкінці облоги. Загалом облога та спроби її прориву коштували австро-угорській армії понад мільйон втрат і завдали їй значної шкоди, від якої вона вже не змогла оговтатися.

## Також дивитись
- Україна у Першій світовій: курс Івана Стичинського I 1915: облога Перемишля, Горлицький прорив на YouTube

| Історія | Це незавершена стаття з історії. Ви можете допомогти проєкту, виправивши або дописавши її. |